# Dicranomyia (Dicranomyia) subpulchripennis
Dicranomyia (Dicranomyia) subpulchripennis is een tweevleugelige uit de familie steltmuggen (Limoniidae). De soort komt voor in het Palearctisch gebied.